# Epirrhoe chalybeata
Epirrhoe chalybeata là một loài bướm đêm trong họ Geometridae.